# The Sims 4: Веселимся вместе!
«The Sims 4: Веселимся вместе!» (англ. The Sims 4: Get Together) — второе дополнение к компьютерной игре The Sims 4. Это дополнение было анонсировано 5 августа 2015 года на официальном сайте игры, и было выпущено 8 декабря 2015 года в России, США, а 10 декабря 2015 года стало доступно во всём мире как на физических, так и на цифровых носителях. Данное дополнение расширяет возможности оригинальной игры, позволяя симам отправиться в европейский мир и позволяя развлекаться в дискотеках и создавать клубы.
Работая над данным дополнением, создатели преследовали базовую идею того, чтобы разнообразить и расширить возможности общественной жизни симов. Базовую игру The Sims 4 же при выходе ругали за явный недостаток общественных пространств и локаций. Также создатели уделили особое внимание представленному игровому миру — Винденбургу, который создавался под вдохновением старинных городов из западно-центральной Европы. Особенностью игрового процесса дополнения было решено сделать возможность создавать группы, устанавливать там свои правила и подменять логические процессы.
Дополнение вызвало неоднозначную оценку. Многие фанаты выразили своё возмущение по поводу незначительного расширения геймплея, из-за чего выход дополнения был передвинут на месяц, для возможности его доработки. Игровые критики похвалили представленную игровую локацию, назвав её лучшей из всех ранее представленных миров в The Sims 4, а также заметили, что возможность создавать группы и устанавливать там правила добавляет множество возможностей для симуляции социальных взаимодействий. Тем не менее критики признали, что «Веселимся вместе!» в масштабах полноценного дополнения вводит слишком мало новых элементов игрового процесса и имеет проблемы со своей идентичностью, выглядя скорее, как коллекция слабосвязанных расширений.

## Геймплей
Дополнение добавляет городок Винденбург (англ. Windenburg рус. Город ветров), состоящий из пяти крупных локацийː старинный центр города с барами с жилыми коммунами, современный район у побережья и центр активного отдыха, остров с дорогой недвижимостью, особняк-музей с большим садом-лабиринтом, призраками и окраина города с живописными лугами и недорогой недвижимостью. Также есть небольшие и условно секретные локации с руинами замка в центре города и на заброшенном острове. Город выполнен в средневековом тюдорском стиле и является аллюзией на немецкий/французский городок среди Альп. 

Групповые танцы — одна из возможностей геймплея

Центральная тема дополнения — возможность создавать группы, которые могут объединять общие интересы, страхи, правила поведения, возраст и дресс-код. Игрок может ломать логику общения, задав например правило вести себя враждебно внутри группы. Чем больше сим принимает участие в жизни группы, тем больше ему становится доступными новые награды, тематические вещи с эмблемой группы и новые формы рукопожатия. Персонаж может войти в существующий клуб или создать собственный. «Веселимся вместе!» добавляет ряд возможностей групповой активности, например возможность проводить вечеринки с ди-джеем в стиле EDM, устраивать групповые танцы, вечеринки и представления у костра, проводить групповые собрания. Винденбург предлагает множество локаций, где сим со своим коллективом может по-разному отдохнуть, например ныряние с трамплина в природные бассейны, исследование лабиринта, дискотечные вечеринки в клубах, местных кнайпах и так далее.  
Помимо этого вместе с дополнением появилась навыки танцора и ди-джея. Во время вечеринки, танцоры могут объединяться в группы и соревноваться против других танцоров или групп. Среди других нововведений выделяется несколько настольных игр, настольная игра Футбол, игра «не урони ламу», аркадный автомат, метание дротиками, площадка для прыгания в воду, шкаф-купе и кусты для исправления нужды.
| Основной список расширений  | Описание |
| --------------------------- | --- |
| Главная тема дополнения     | Возможность создавать группы |
| Новый игровой мир           | Винденбург |
| Стиль нового игрового мира  | Старинный германо-франкский городок в Альпах, архитектура в современном и тюдорском стиле                                                                           |
| Новый тип участка           | Кафе |
| Расширение геймплея         | Возможность устанавливать правила внутри группы, дискотека, танцевальные соревнования, кофейная, танцы с огнём                                                      |
| Новые навыки                | Ди-джей, танцы |
| Новые интерактивные объекты | стойка для ди-джея, танцпол, дартс, кикер, игра «не урони ламу», аркадный автомат, шкаф-купе, кусты для исправления нужды, площадка для прыгания в воду, кофемашина |
| Новые карьеры               | нет |
| Стиль мебели                | средневековый, для клуба |
| Новые объекты коллекции     | нет |
| Новый вид смерти            | нет |
| Сверхъестественные элементы | Старинный особняк с привидениями, несси |

## Создание
Идея дополнения, завязанная на возможности создавать клубы возникла из желания разработчиков глубже исследовать личности персонажей, что было уже одной из особенностей базовой The Sims 4, а также расширить геймплей, связанный с общественной жизнью и групповой активностью, для чего были добавлены такие действия, как возможность играть в кикер, устраивать групповые танцы, сидения у костра и множество прочих действий. Рейчел Фрэнклин, одна из разработчиц заметила, что несмотря на то, что симы в The Sims 4 способны на групповые действия, игроки жаловались на то, что малочисленные общественные пространства и заведения в базовой игре не давали веского повода симам покидать свои жилые участки. При разработке «Веселимся вместе!» разработчики отталкивались от базовой идеи того, что «в реальной жизни, каждый человек хочет где нибудь оторваться со своими друзьями и чувствовать свою принадлежность к группе/коллективу и как возможно данную идею воплотить в дополнении для The Sims 4»

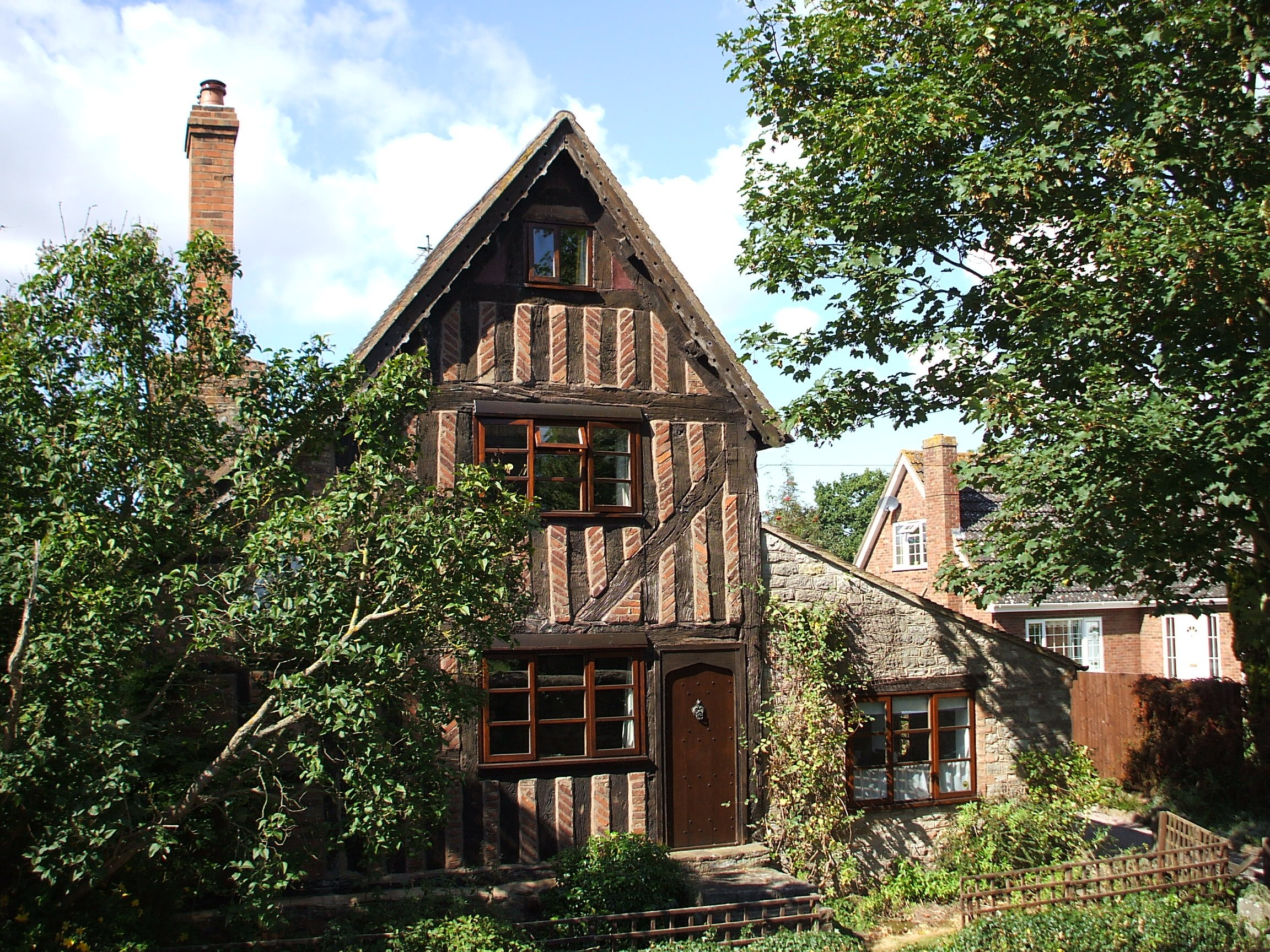
При создании Винденбурга, разработчики вдохновлялись тюдорским стилем европейских зданий, точнее фахверковой постройкой.

Работая над клубами, разработчики желали глубже изучить возможности ИИ симов, в частности уровни их групповой активности. Команда исходила из идеи возможности подменять логические действия персонажей, например установить правило в клубе быть задирой, что при этом не испортит отношения симов внутри клуба, подобные правила работают только во время собраний клуба. При этом разработчики изначально хотели, чтобы изменённые правила общения сохранялись у симов постоянно, но быстро поняли, что это сделает персонажа слишком зависимым от клуба или даже создаст противоречия при вступлении в другой клуб. В общем разработчики потратили много времени, чтобы удостовериться, что правила внутри клуба работают. Основная цель команды заключалась в том, чтобы игроки имели большую свободу в создании желаемых клубов и правил для них, при этом возникла проблема в отображении многочисленных вариантах выбора. Решение было найдено в том, что большинство взаимодействий схожего характера были объединены в общие категории. Трудность в том числе была связана с необходимостью соблюдения баланса, чтобы система клуба в итоге не превратилась в «трудно решаемую математическую задачу». Одна из основных задумок дополнений заключалась в возможности проведения вечеринок в отдалённых уголках Винденбурга, например на природе, пляже или около развалин. При этом возникла проблема в виде того, что персонажам было негде сходить в туалет решение было найдено в создании специальных кустов для справления нужды.
Решение добавить городок в западно-европейском стиле разработчики объяснили тем, что среди фанатской аудитории The Sims, её огромное количество составляют игроки из западной Европы, ранее же создатели симулятора не выпускали тематические европейские игровые миры в таком проработанном виде. Разработчики желали создать игровой мир, который окажется знакомым и родным каждому игроку из западной Европы. «Чтобы французский игрок подумал, что перед ним французский городок, а немец — немецкий». Изначально концепция средневекового европейского города и его изображения стали появляться ещё до выпуска базовой игры The Sims 4, так как город планировалось сделать одним из трёх базовых миров в The Sims 4. Тем не менее команда разработчиков решила уделить особое внимание проработке города, для чего изучала архитектуру старинных западноевропейских городков. Одна из основных трудностей для разработчиков заключалась в разнице архитектурного стиля городов в США и Европе. В частности команда заметила, что часто среди многовековых европейских зданий прячется современная архитектура, которая тем не менее гармонично вписывается в облик города. В Винденбурге, разработчики хотели передать как старинный дух через традиционную архитектуру и руины, так и современную, «продвинутую» европейскую культуру через современную архитектуру. Именно попытка совмещения старой и новой архитектуры стала непростой задачей для разработчиков, для чего приглашались художники, впоследствии основной темой для города было решено избрать современные здания и старинные XVI века из эпохи Тюдоров. Особое внимание разработчики уделили набережным и пейзажам. Они желали передать разнообразие города через создание нескольких районов; старинный центр города, современный район, где открывается вид на город, остров с песчаными берегами, сельскую местности и поместье классической эпохи. Созданием городка руководил дизайнер Майкл Тру, который заметил, что Винденбург создавался в условиях спешки и нехватки производительности. Помимо этого, это первый город, созданный с помощью моделирования дорог и ландшафта, поэтому дизайнерам приходилось тесно сотрудничать с инженерами.

## Анонс и выпуск
Официальный анонс дополнения состоялся 5 августа 2015 года, тогда же было объявлено, что дополнение выйдет в ноябре 2015 года. Акцент дополнение делался на возможности создавать клубы, устанавливать там правила и «ломать» логику общения. Тем не менее содержание показанного трейлера вызвало неоднозначную реакцию у части игроков и фанатов. В частности ими было замечено, что «Веселимся вместе!» делает акцент вокруг темы вечеринок и клубной жизни при том, что геймплей, связанный с вечеринками был уже к тому моменту хорошо развит и по идее не требовал ещё каких-то расширений с учётом того, что остальные возможности, особенно семейный геймплей оставались по мнению противников в недоработанном состоянии. Основной тон дискуссии задал администратор английского фанатского новостного сайта Sims4News, где он выпустил ролик «Почему это не то, что нужно игрокам», где указал на ограниченный выбор представленных возможностей и что по содержанию дополнение скорее ближе к игровому набору. Он также обвинил разработчиков в культивировании определённой аудитории и игнорировании остальных фанатов, которым темы вечеринок и социальной жизни молодых симов не интересны.
Журналист Cinemablend заметил, что дополнение для своего содержания стоит неоправданно дорого. Представитель Pixelkin наоборот выразил свою надежду, что вместе с дополнением, The Sims 4 больше не будет чувствоваться такой пустой. На массовые недовольства отреагировали вскоре и сами разработчики, решив отодвинуть выпуск дополнения на 8 декабря, сославшись на то, что займутся доработкой городка, добавят возможность владеть собственными помещениями с клубом и несколько расширений в геймплее, таких, как настольная игра или площадка для ныряния в воду. 
Мы на этот раз подумали, что позволим себе поработать над более масштабным, глубоким и увлекательным опытом игры. Мы работаем над несколькими новыми вещами, которые, как мы думаем, вы действительно полюбите.Оригинальный текст (англ.)We think this time will allow us to make the experience even bigger, better and cooler. We're working on some new items and features that we really think you're going to loveКомментарий с официального сайта The Sims 4.
Выход дополнения состоялся 8 декабря 2015 года в США, оно заняло лишь 86 место среди игр-бестселлеров в США по данным чарта World of Gamers и 43 место в 2016 году, уступив четыре позиции более раннему выпущенному дополнению «На работу!». В России дополнение вышло 10 декабря, русской локализацией занималась компания Софтклаб. Дополнение было также выпущено в составе коллекционного издания (англ. The Sims 4 Bundle : Get Together) вместе с игровым набором «День Спа» и каталогом «Домашний кинотеатр» 13 декабря 2016 года. 11 сентября 2018 года выход дополнения состоялся на консолях Xbox One и PlayStation 4.

## Музыка

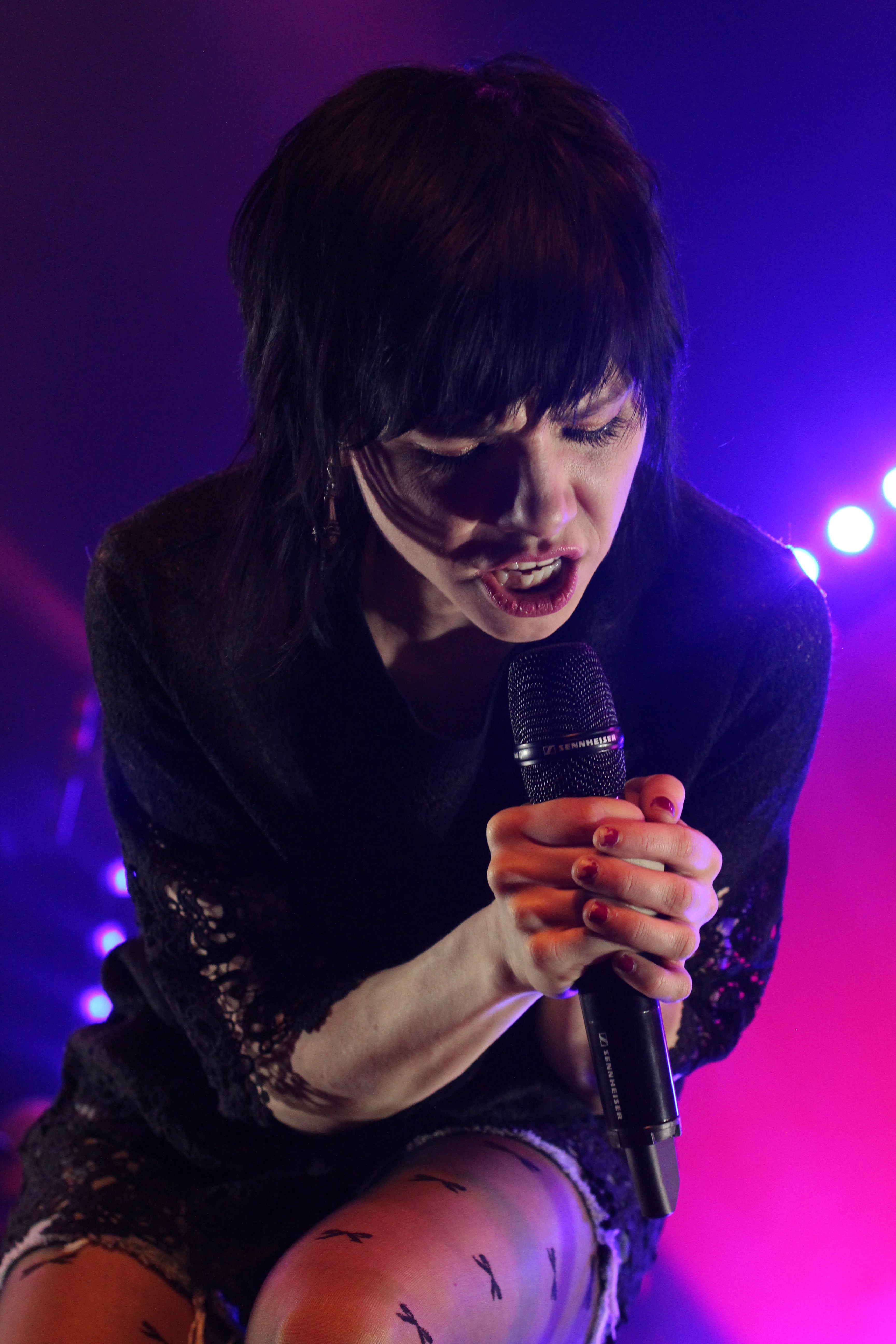
Свою музыку Run Away With Me на симлише исполнила известная канадская певица Карли Рэй Джепсен

Следуя традициям, вместе с данным дополнением были добавлены перезаписанными на симлише синглы, в частности для дополнения «Веселимся вместе!» песни записывали немецкий музыкант Zedd, американская певица Тори Келли, канадская певица Карли Рэй Джепсен и британская инди-поп группа The Vamps. Для молодого певца Антона Заславского — Beautiful Now стал вторым успешным клипом в его карьере, который он также решил перезаписать на симлише для дальнейшего продвижения своего имени. 
Редакция The Verge заметила, что использование альтернативных путей для продвижения по карьере певицы является лучшим решением для Карли Рэй Джепсен, после выпуска успешного альбома E•MO•TION, также редакция заметила, что возможность слышать узнаваемых певцов и их клипы на симлише, делает времяпровождение в игре гораздо увлекательнее. Сам перепетый клип — Run Away With Me, редакция назвала восхитительным.
| №  | Название                 | Автор(ы)          | жанр/звучит вː     | Длительность |
| -- | ------------------------ | ----------------- | ------------------ | ------------ |
| 1. | «Beautiful Now»          | Zedd              | Электроника        | 4:12         |
| 2. | «Run Away With Me»       | Карли Рэй Джепсен | Поп                | 4:10         |
| 3. | «Expensive»              | Тори Келли        | Поп                | 3:28         |
| 4. | «Wake Up»                | The Vamps         | Поп                | 3:13         |
| 5. | «Ego»                    | Tribe Society     | Альтернативный рок | 3:31         |
| 6. | «Nasty Girls»            | Holychild         | Альтернативный рок | 3:16         |
| 7. | «Record High Record Low» | Givers            | Альтернативный рок | 3:31         |
| 8. | «Fashion»                | The Royal Concept | Альтернативный рок | 3:32         |

## Восприятие
| Сводный рейтинг    | Сводный рейтинг |
| Агрегатор          | Оценка          |
| ------------------ | --------------- |
| GameRankings       | 73,36 %         |
| Metacritic         | 72 %            |
| Иноязычные издания |                 |
| Издание            | Оценка          |
| Gaming Nexus       | 90 %            |
| Multiplayer        | 8,0             |
| GameGrin           | 8/10            |
| The Games Machine  | 76/10           |
| GamingTrend        | 70 %            |
| Hardcore Gamer     | [ 39 ]          |
| COGconnected       | 67 %            |
| ZTGD               | 4/10            |

Дополнение получило положительные и смешанные отзывы; часть критиков оставили положительные оценки, другая часть смешанные и негативные. Средняя оценка по версии агрегатора Metacritic составляет 72 балла из 100. Это также дополнение к The Sims 4, имеющее по состоянию на 2020 год в среднем худшею оценку критиков, недовольных скудным по меркам дополнения игровым процессом. Помимо этого, «Веселимся вместе!» получило худший рейтинг популярности, составленный по уровню использования дополнения в течение года после его выпуска. 
Одни критики похвалили дополнение, заметив, что оно улучшает игровой процесс и улучшает базовую The Sims 4 в виде введения клубов, навыков танцев и диджея, что добавляет игре больше динамики и множество возможностей социальных взаимодействий вместе с клубами. В качестве важного преимущества, критики указали на то, что дополнение существенно расширяет границы сима, позволяя ему вести общественный образ жизни за пределами своего дома, в то время, как геймплей базовой The Sims 4 ограничивается провинциальной жизнью —  походом к соседям, в спортклуб, музей или бар. Критикам пришёлся по душе новый городок, являющийся несомненно одним из главных элементов дополнения. Например Трэвис Кинкер из Gaming nexus заметил, что хоть дополнение с первого взгляда выглядит не на сколько масштабно, как «На работу!», но игрок открывает для себя много интересного, вступив в клубы, которые по мнению критика дарят игроку почти неограниченные возможности новых взаимодействий, а анимация танцев лучшая, что он видел в The Sims 4. Другое преимущество дополнения — новый город Винденбург, который по мнению Трэвиса стал лучшим миром The Sims 4 со своей эстетикой и многообразием. Представитель Gamegrin заметил, что введённые клубы вместе с дополнением вносят наибольшие изменения в жизнь управляемого сима. Помимо этого, обширный игровой мир и геймплей, завязанный на посещении различных и многочисленных общественных участков частично решает серьёзный недостаток базовой игры The Sims 4, а именно сильные ограничения в свободном перемещении симов и возможности вести общественный образ жизни. 
Другая группа критиков, оставивших смешанные отзывы заметили, что хоть дополнение и добавляет некоторые интересные возможности, оно не сможет удовлетворить игроков, ждущих возвращения возможностей из предыдущих игр серии The Sims, помимо этого, если исключить возможность создавать группы, будет заметна малая ценность самого дополнения и то, что оно вводит слишком мало возможностей в масштабах дополнения. Разгромный обзор оставил критик сайта ZTGB, заметив, что дополнение выглядит как сборная солянка малоценных расширений, которые очевидно должны были изначально включены в базовую игру, учитывая то, что городок, похожий на Виндербург демонстрировался ещё за долго до выхода The Sims 4. Помимо этого критиками было замечено недостаточное добавление нового контента, одежды, причёсок и объектов. Трэвис из Gaming Nexus заметил что тема дополнения посвящена прежде всего социальным взаимодействиям, в частности она идеально подойдёт для игроков, которые не любят держать своих симов дома и заинтересованы в общении, но не зацепит тех игроков, которые любят изучать окружающее пространство, помещать персонажей и новые ситуации и отправлять их на определённые задания. В этом плане дополнение в некоторой степени можно противопоставить с «На работу!», которое завязано на контролируемых профессиях симов и квестах, но также не удовлетворяло часть фанатской аудитории «с другой стороны».